# Deppea arachnipoda
Deppea arachnipoda är en måreväxtart som först beskrevs av Attila L. Borhidi och Salas-mor., och fick sitt nu gällande namn av Attila L. Borhidi. Deppea arachnipoda ingår i släktet Deppea och familjen måreväxter. Inga underarter finns listade i Catalogue of Life.